# Gmina zbiorowa Heeseberg
Gmina zbiorowa Heeseberg (niem. Samtgemeinde Heeseberg) – gmina zbiorowa położona w niemieckim kraju związkowym Dolna Saksonia, w powiecie Helmstedt. Siedziba gminy zbiorowej znajduje się w miejscowości Jerxheim.

## Podział administracyjny
Do gminy zbiorowej Heeseberg należą cztery gminy:
1. Beierstedt
2. Gevensleben
3. Jerxheim
4. Söllingen